# Vstupní modlitby

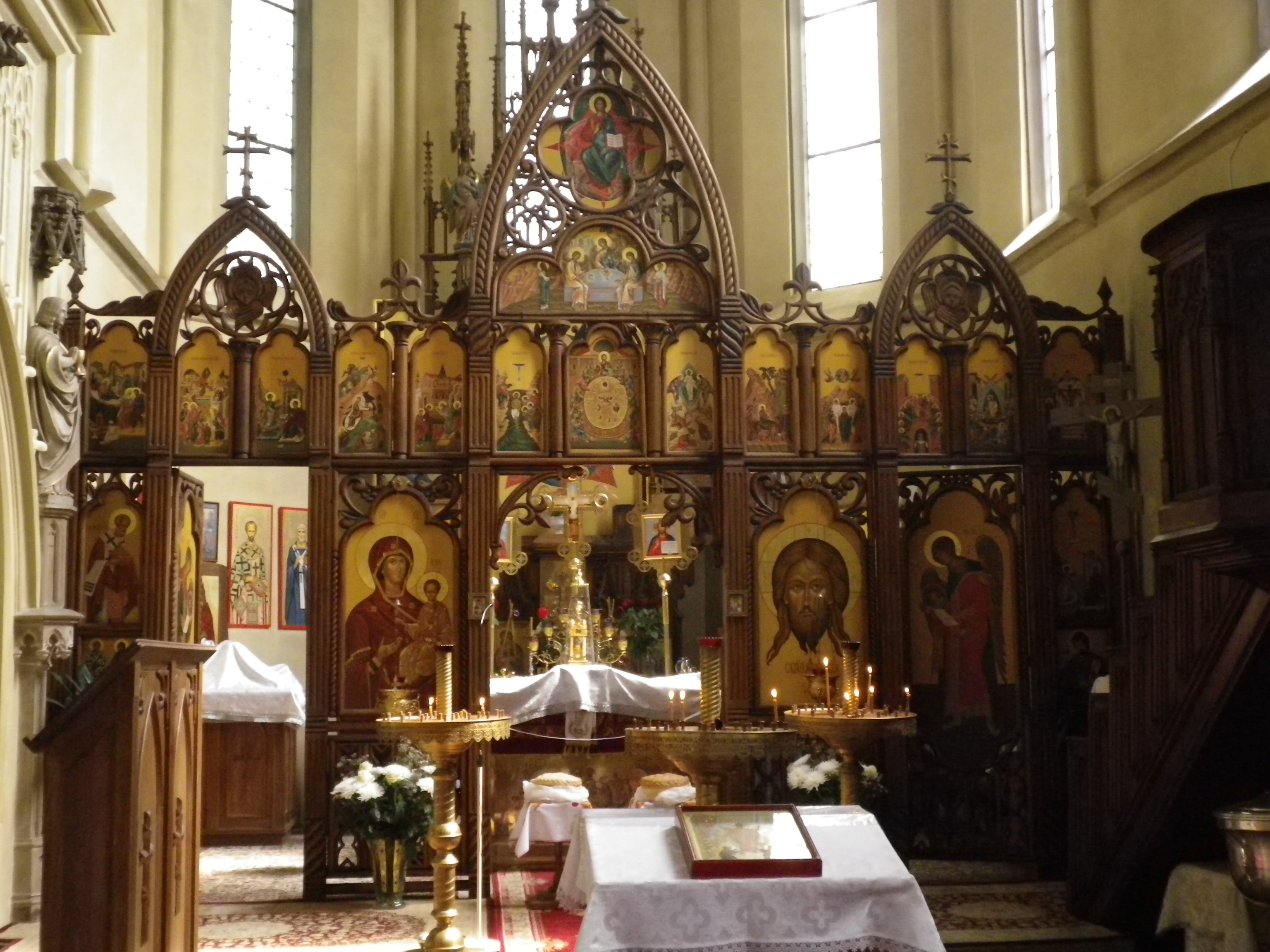
Ikonostas (Chrám Zvěstování Přesvaté Bohorodice, Praha)

Vstupní modlitby jsou modlitby, které přednáší jáhen a kněz (případně biskup) při vstupu do chrámu (budovy kostela) před slavením božské liturgie v pravoslaví a v těch východních katolických církvích, které se řídí byzantským obřadem.
Vstupní modlitby jsou předběžnou částí liturgie přípravné (proskomidie), která se koná v tichosti a předchází veřejné části božské liturgie.

## Charakteristika
Rubrika uvádí, že kněz a jáhen, kteří chtějí slavit božskou liturgii, musí být bez morálního hříchu a musí se postit od předchozí noci. Kromě toho se od nich vyžaduje, aby vykonali pobožnosti vyžadované eucharistickou disciplínou a slavili (nebo se alespoň zúčastnili) večerní (den předtím) a jitřní bohoslužby pro tento den. Měli by se udržovat ve stavu duchovního klidu a úcty, když se připravují na oslavu posvátných tajemství.